# Cuadrangular de Ascenso
El Cuadrangular de Ascenso fue un torneo corto que había sido definido por la Federación Peruana de Fútbol para el período 2018-2019 para promover el ascenso de un mayor número de clubes para constituir y afianzar la Futura Liga de Fútbol Profesional Peruana. Fue firmado por Don Edwin Oviedo, presidente de la Federación Peruana de Fútbol en aquel entonces.
El objetivo era promover la presencia de un mayor número de equipos participantes en el Torneo de Primera División, que había sido en las últimas décadas entre 12, 14 o hasta 16 equipos, en función de las recomendaciones dadas por CONMEBOl y FIFA. En ese sentido, el torneo pasaría a denominarse como Liga de Fútbol Profesional, donde los Equipos de Primera División serían parte de la Liga1, y de este modo, también integrar a los equipos de Segunda División, que oscilaron entre 10, 12 y 14, los cuales que pasarían a formar la Liga2. Con ello, se aumentarían a 18 equipos para el año 2019, y 20 equipos para el año 2020. Tanto los que ascendían como los que ya estaban presentes pasarían a cumplir una serie de requisitos en función de las Licencias que iban a obtener para disputar las temporadas venideras, permitiría consolidar instituciones y de este modo, que también se definan filtros ante incumplimientos, lo cual sumado a la competencia interna permitiría definir la sostenibilidad de los equipos de acuerdo a los estándares mínimos para un club profesional. Luego de ello, y de acuerdo a la coyuntura, se definirían en los años 2020 y 2021 el número de ascensos y descensos para que quedasen 18 en Liga1 y 14 en Liga2.

## Sistema
|                     |                     | Datos | Equipos que entran en esta fase                                          |
| ------------------- | ------------------- | --- | ------------------------------------------------------------------------ |
| Torneo Cuadrangular | Torneo Cuadrangular | - 4 equipos para jugar bajo el sistema de todos contra todos - Se jugaría en 3 fechas - Se jugaría a una sola rueda, en la capital, sea en Lima o Callao. - Los dos primeros lugares ascienden a Primera División (Liga1) | - 2° y 3° Lugar de Segunda División (Liga2) - 2° y 3° Lugar de Copa Perú |

## Historial
Esta tabla muestra los resultados de las ediciones del Cuadrangular de Ascenso.
| Edición | 1° Lugar           | 2° Lugar              | Sede Final                  |
| ------- | ------------------ | --------------------- | --------------------------- |
| 2018    | Carlos A. Mannucci | Alianza Universidad   | Estadio Miguel Grau, Callao |
| 2019    | Atlético Grau      | Deportivo Llacuabamba | Estadio Miguel Grau, Callao |

### Palmarés
| Club                  | Títulos | Subtítulos | Años 1° Lugar | Años 2° Lugar |
| --------------------- | ------- | ---------- | ------------- | ------------- |
| Carlos A. Mannucci    | 1       | –          | 2018          | –             |
| Atlético Grau         | 1       | –          | 2019          | –             |
| Alianza Universidad   | –       | 1          | –             | 2018          |
| Deportivo Llacuabamba | –       | 1          | –             | 2019          |

- Datos: Q110100805